# Armonía preestablecida
La armonía preestablecida es una teoría, en la filosofía de Gottfried Leibniz, para explicar las interacciones entre las sustancias. Según esta teoría, todas las sustancias en el mundo (tanto los cuerpos como los espíritus) parecen interactuar casualmente las unas con las otras porque han sido creadas por Dios de forma que a cada cambio en una sustancia le correspondan cambios coherentes en las otras sustancias. El término que emplea Leibniz para estas sustancias es «mónadas» que él describe, en su obra Monadología, como «sin ventanas», puesto no existe interacción directa entre ellas."En relación con la idea de Dios como principio ordenador del universo, la noción de la armonía preestablecida remite a la concepción de que el orden del universo es armónico y se halla contenido en la figura de un creador justo, perfecto, bondadoso, que crea necesariamente el mejor de los mundos posibles".  
La primera aparición del término se encuentra en un texto escrito por Leibniz en francés, l'Éclaircissement du nouveau système de la communication des substances (la Aclaración del nuevo sistema de comunicación de las sustancias).   Se afirma allí que las relaciones causales no dependen de relaciones extrínsecas entre las cosas, sino que están contenidas en las cosas mismas, determinadas de una vez por todas por Dios, de modo que los "esfuerzos no están propiamente más que en la sustancia misma".
La hipótesis de Leibniz, surgida en el debate sobre el dualismo cartesiano entre pensamiento y materia, o entre res cogitans y res extensa, pretendía superar esa dicotomía a través de una visión armónica que excluía cualquier relación causal de tipo mecánico entre las dos sustancias, o entre representación espiritual y acción corporal: las colocó en planos paralelos pero sincronizados, comparándolas con relojes sincronizados por Dios, "Mónada de mónadas" que las resume en su propia apercepción suprema.

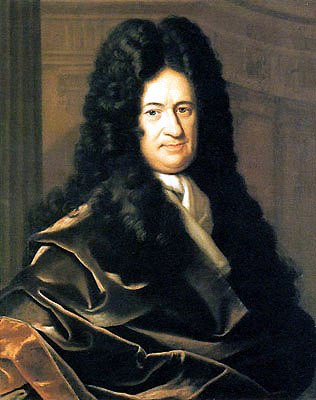
Gottfried Wilhelm de Leibniz

Para Leibniz, todo funciona en vista de un fin: incluso la materia aparentemente inanimada no actúa mecánica y pasivamente como afirmaban Descartes y Locke desde puntos de vista opuestos. En efecto, en ella vive una entelequia, o centro de fuerza, que tiende a evolucionar según sus propias leyes. No existen causas accidentales que puedan interferir en su forma de ser, como la que superficialmente se atribuye a que una bola de billar choque contra otra bola.
La causa actúa sólo desde dentro, en el sentido de que cada mónada tiene inscrito en sí misma un destino que le es inherente, mientras que las relaciones fenoménicas entre las distintas mónadas no tienen sustancia, siendo sólo aparentes: el hecho de que la bola de billar se mueva justo cuando es golpeada por otra se debe únicamente al sincronismo con el que las dos mónadas fueron originalmente coordinadas por Dios, como dos relojes que marcan el mismo tiempo aunque no tengan conexión entre sí.
Esta armonía también permite explicar la concordancia entre pensamiento y materia, entre percepciones y fenómenos, entre el conocimiento de las leyes de los cuerpos y su dinámica efectiva:

Hay pues una perfecta armonía entre las percepciones de la mónada y los movimientos de los cuerpos, armonía preestablecida desde el principio entre el sistema de causas eficientes y el de causas finales; y es en él que consiste el acuerdo y la unión física del alma y el cuerpo, sin que el uno pueda cambiar las leyes del otro.
G. W. Leibniz, Scritti filosofici, UTET, Torino, 1967, vol. I, pp. 274-275

Leibniz resuelve de esta manera  el dualismo cartesiano yendo más allá de la tesis del ocasionalismo, de acuerdo a las cuales Dios intervino continuamente para afinar las representaciones de las diversas mónadas de vez en cuando, como un relojero que realineaba las manecillas de los diversos relojes en cada momento. Para Leibniz, en cambio, se trata de una armonía "preestablecida", en el sentido de que Dios las ha sincronizado desde el principio de una vez por todas.
Otras interpretaciones del concepto tienden a ver similitudes entre Descartes y Leibniz: "En la sexta de sus Meditaciones metafísicas, Descartes habla de una "disposición coordinada de las cosas creadas por Dios", poco después de haber identificado "la naturaleza en su aspecto general" con Dios mismo. Su concepción de la relación entre Dios y su naturaleza normativa actualizada en el mundo existente recordaba tanto la armonía preestablecida de Leibniz como el Deus sive Natura de Spinoza".